# Pseudobagrus wittenburgii
Pseudobagrus wittenburgii är en fiskart som beskrevs av Popta, 1911. Pseudobagrus wittenburgii ingår i släktet Pseudobagrus och familjen Bagridae. Inga underarter finns listade i Catalogue of Life.